# Ghost of Tsushima
Ghost of Tsushima ist ein von Sucker Punch Productions für die Spielkonsole PlayStation 4 entwickeltes Open-World-Action-Adventure mit Rollenspielelementen und wurde am 17. Juli 2020 durch Sony Interactive Entertainment veröffentlicht. Am 20. August 2021 erschien das Spiel mit verbesserter Grafik und zusätzlichen Inhalten als Director’s Cut für die PlayStation 5 und am 16. Mai 2024 für Windows-PC-Systeme. Als Hintergrund nutzt das Spiel die historische Landung eines mongolischen Invasionsheeres auf der zu Japan gehörenden Insel Tsushima. Der Spieler schlüpft in die Rolle eines der letzten überlebenden japanischen Samurais, der die Invasoren entgegen der Samurai-Tradition mit Guerilla-Taktiken zu vertreiben versucht.
Am 25. September 2024 erfolgte die Ankündigung des Nachfolgers Ghost of Yōtei für das Jahr 2025.

## Handlung
Ghost of Tsushima spielt während der ersten Mongoleninvasionen in Japan im Jahr 1274 auf der zwischen der koreanischen Halbinsel und dem japanischen Kernland gelegenen Insel Tsushima. Spielercharakter ist Jin Sakai, ein fiktiver Samurai des unterlegenen japanischen Verteidigungsheeres, dessen Erscheinungsbild dem Schauspieler Daisuke Tsuji nachempfunden ist und von diesem im englischsprachigen Original vertont wurde. Um die mongolische Armee unter dem Befehl des gerissenen und skrupellosen Generals Khotun Khan (Patrick Gallagher) zu besiegen, die Bewohner Tsushimas von der Fremdherrschaft zu befreien und ein Übersetzen der Invasoren auf die japanischen Hauptinseln verhindern zu können, muss Jin die traditionellen Pfade der Samurai verlassen und mit dem Weg des Geistes einen neuen, unkonventionellen Kampfstil finden.
Während seiner Reise durch Tsushima wird Jin von Gewissensbissen geplagt und hinterfragt ständig, ob seine Handlungen richtig oder falsch sind und was es für ihn selbst bedeutet, Samurai und Beschützer der Insel und ihrer Bewohner zu sein.

## Spielprinzip
Ghost of Tsushima ist ein Open-World Action-Adventure, welches aus der Third-Person-Perspektive gespielt wird. Dabei erkundet der Spieler die Insel Tsushima zu Fuß, kletternd oder zu Pferd, sammelt Ressourcen und verschiedene Sammelgegenstände und kämpft gegen die mongolischen Invasoren. Hierzu müssen besetzte Siedlungen, Gehöfte, Tempel und Festungen befreit bzw. zurückerobert werden. Für den Kampf stehen dem Spieler unterschiedliche Samurai-Fähigkeiten, wie der Kampf mit Waffen in verschiedenen Kampfhaltungen, und sogenannte Geist-Fähigkeiten, zu denen Alchemie und Schleichangriffe gehören, zur Verfügung. Neben den Hauptwaffen Katana und Tantō können unterstützend auch Kunai, Haftbomben oder Sprengsätze genutzt werden, für den Fernkampf stehen Pfeil und Bogen mit unterschiedlichen Pfeilarten zur Verfügung. Auch defensive Hilfsmittel wie Rauchbomben, Böller oder Windglöckchen können zur Ablenkung und Verwirrung der Gegner eingesetzt werden. Je nach dem favorisierten Spielstil sind dadurch sowohl Frontalangriffe, aber auch Stealth-Attacken möglich, bei denen sich Jin schleichend durch die Gegend bewegt und seine Feinde hinterrücks angeht. Sowohl die Fähigkeiten der Spielfigur als auch Ausrüstung und Waffen lassen sich im Spielverlauf erweitern und verbessern, außerdem gewähren bestimmte Rüstungen verschiedene Boni wie erhöhte Lebenskraft oder verringerten Schaden durch feindliche Waffen. Darüber hinaus lassen sich Rüstungen mit Talismanen ausrüsten, die weitere, zusätzliche Boni gewähren.
Neben der Haupthandlung gibt es außerdem eine Reihe von optionalen Nebenmissionen, in denen Jin für die Bürger von Tsushima verschiedene Aufgaben erfüllt, Volkslegenden und Mythen erforscht oder seine Begleiter, die er im Laufe des Spiels kennenlernt, bei ihren persönlichen Missionen unterstützt. Das Abschließen der Missionen wird mit Ressourcen und Gegenständen wie zum Beispiel neuen Rüstungen, aber auch Erfahrungspunkten belohnt, welche Jins Legende unter dem Volk steigern. Dies findet in verschiedenen Stufen statt, für das Erreichen einer neuen Stufe werden Jins Grundwerte wie Gesundheit oder Entschlossenheit verbessert.

### Offene Spielwelt
Die Insel Tsushima ist als eine offene Spielwelt mit dynamischem Wettersystem gestaltet, in der sich Jin frei bewegen kann. Zur Orientierung kann der Spieler allerdings nicht auf klassische Hilfsmittel, wie Kompass, eine Minikarte oder Wegpunkte, zurückgreifen, allerdings kann der Wind oder markante „Ereignisse“ ihm die Richtung oder Sehenswürdigkeiten zeigen. Auf seinem Weg muss Jin zahlreiche Lager oder Burgen von der Besatzung der Mongolen befreien, um die Macht der Invasoren zu schwächen. Mit seinem Pferd, das der Spieler selbst benennen kann, kann der Spieler sich schneller durch die Wildnis bewegen. Es gibt auch ein Schnellreise-System, mit dem der Spieler sich direkt von einem Punkt der Karte zum anderen "teleportieren" kann. Diese Schnellreisepunkte sind zum Beispiel befreite Siedlungen oder Schreine. Mittels eines Enterhakens sind auch schwer zugängliche Bereiche erreichbar, zudem kann sich Jin mit dem Enterhaken unbemerkt durch feindliche Lager schwingen und Feinde mit einem Sturzangriff überraschen.
Zur Verbesserung seiner Fähigkeiten und Charakterwerte kann der Spieler verschiedene Schreine und andere Stätten aufsuchen. So erhöht ein Bad in heißen Quellen dauerhaft die Lebensenergie, das Ehren von Inari-Schreinen gewährt und verbessert Talismane zur Verbesserung der Rüstung und das Bestehen von Schwertprüfungen an Bambusständen, bei denen der Spieler Bambusrohre mit einem Streich abschneiden muss, erhöht die Entschlossenheitsleiste, mit der unter anderem Spezial-Attacken ausgeführt werden können oder der Spieler sich im Kampf heilen kann. 
Als Hauptwährung im Spiel dienen nicht näher definierte Vorräte, für den Erwerb bestimmter Gegenstände oder Färbungen der Kleidung werden allerdings auch andere Zahlungsmittel wie Blumen benötigt. Für Verbesserungen der Ausrüstung werden bestimmte Ressourcen wie Eisen, Stahl, Leinen oder bestimmte Holzarten benötigt. Ressourcen können in der gesamten Spielwelt gesammelt werden, einige sind jedoch seltener und wertvoller und nur an bestimmten Orten zu finden.
Im ganzen Spiel können zudem verschiedene Sammelgegenstände, Artefakte und Aufzeichnungen gefunden werden, die die Geschichte des Spiels erweitern.

### Begleiter
Im Verlauf des Spiels findet Jin verschiedene Begleiter, die ihn bei seiner Aufgabe unterstützen und mit denen er bestimmte Missionen absolvieren kann. Sofern dies nicht die Haupthandlung betrifft, haben diese Missionen meist unmittelbar mit der persönlichen Geschichte der Begleiter zu tun. So hilft Jin zum Beispiel der Fürstin Masako Adachi, die Mörder ihrer Familie aufzuspüren oder dem alternden Senzei Ishikawa dessen ehemalige, abtrünnige Schülerin, für deren Verrat er sich verantwortlich fühlt, zu stellen.

### Duelle
Sowohl in der Spielwelt als auch während der Missionen kann Jin Einzelduelle mit speziellen, stärkeren Gegnern austragen. Dabei findet der Kampf in einer kleinen, abgegrenzten Arena statt und es können keine Hilfsmittel wie Kunai oder Bomben genutzt werden. Der Gegner hat im Vergleich zu normalen Feinden deutlich mehr Lebensenergie, welche über eine eigene Anzeige dargestellt wird. Dazu kann er seinerseits bestimmte Spezialangriffe ausführen.

## Entwicklung
Nach Abschluss von Infamous: First Light wollte Sucker Punch Productions ein weiteres Open-World-Spiel entwickeln. Infolgedessen verfügt das Spiel über keine Wegpunkte, sodass die Spieler die vollständige Freiheit haben, die Welt des Spiels zu erkunden. Laut Nate Fox, dem Direktor des Spiels, hat das Team die zahlreichen internen Tonhöhen des Spiels während der Konzeptualisierung des Spiels zu „der Fantasie, ein Samurai zu werden“ umgestaltet. Um sicherzustellen, dass der Titel eine genaue Darstellung des feudalen, mittelalterlichen Japans ist, konsultierte das Team Kulturwissenschaftler und sandte ein Audioteam nach Japan, um verschiedene Geräusche, einschließlich Vogelgesang, aufzunehmen. Für zusätzliche Authentizität soll auch die Möglichkeit japanischer Sprachausgabe mit englischen Untertiteln sorgen. Sucker Punchs Infamous-Spielserie diente als Inspiration für Jins Möglichkeiten sich fortzubewegen, beispielsweise kann er über Zäune klettern oder sich mit einem Enterhaken in die Höhe ziehen. Im Unterschied zu Infamous wird es aber keine Verzweigungen in der Story geben, wenn Spieler unterschiedliche Herangehensweisen an eine Aufgabe nutzen. Das Entwicklerteam ließ sich von Samuraifilmen, insbesondere von Werken des japanischen Regisseurs Akira Kurosawa sowie Comics, wie Lone Wolf & Cub oder Usagi Yojimbo inspirieren. Das Team konsultierte mit David Ishimaru einen Experten für historischen Schwertkampf, um einen historisch fundierten, korrekten Kampfstil für das Spiel zu schaffen. Laut Chris Zimmerman, dem Co-Gründer von Sucker Punch, soll sich der Kampf für den Spieler anfühlen, als würde man ein echtes Langschwert in der Hand halten. Im Dezember 2015 gab Scott Rohde, Geschäftsführer von Sony, bekannt, dass sich das neue Projekt von Sucker Punch in der frühen Entwicklung befände. Ghost of Tsushima wurde bei einer Präsentation im Rahmen der Paris Games Week von Sony Interactive Entertainment im Oktober 2017 enthüllt. Eine Gameplay-Demo wurde erstmals auf der E3 2018 gezeigt. Mit der Musikproduktion wurde der japanische Komponist Shigeru Umebayashi beauftragt. Viele Orte im Spiel wurden echten Orten nachempfunden, was später auch durch eine Zusammenarbeit mit dem Tourismusverband Nagasaki und Tsushima verdeutlicht wurde.

## Rezeption
Die PS4-Version des Spiels erhielt laut Metacritic bei 132 Bewertungen mit einem Rating von 83 mehrheitlich positive Benotungen (Stand 13. März 2023). Die 21.936 Benutzerratings auf Metacritic lagen zur selben Zeit bei 9,2. Der Director’s Cut (PS5) des Spiels erhielt laut Metacritic bei 79 Bewertungen mit einem Rating von 87 größtenteils positive Benotungen (Stand 13. März 2023). Die 2.410 Benutzerratings auf Metacritic lagen zur selben Zeit bei 7,8.
Weltweit wurden in den ersten drei Verkaufstagen mehr als 2,4 Millionen Exemplare des Spiels verkauft. Damit ist es das am schnellsten verkaufte First-Party-IP-Debüt für die PlayStation 4. Bis Juli 2022 wurden 9,73 Millionen Exemplare des Spiels verkauft.
Die PC-Version erhielt laut Metacritic ebenfalls mehrheitlich positive Benotungen (87/100, Stand 23. Mai 2024).

## Auszeichnungen
- The Game Awards 2020 Beste künstlerische Gestaltung
- The Game Awards 2020 Wahl der Spieler